# Ophicardelus ornatus
Ophicardelus ornatus is een slakkensoort uit de familie van de Ellobiidae. De wetenschappelijke naam van de soort is voor het eerst geldig gepubliceerd in 1821 door Férussac.